# 남자 고교생의 일상
《남자 고교생의 일상》(일본어: 男子高校生の日常, 영어: Daily Lives of high school boys)은 야마우치 야스노부에 의한 일본의 코미디 만화 및 이 작품을 원작으로 한 텔레비전 애니메이션과 실사 영화이다.

## 등장인물

### ○×현립 사나다 북 고등학교

#### 2학년 A조
히데노리 등 주요 등장인물이 재적.
히데노리
성우 - 스기타 토모카즈
갈색 머리로 안경을 쓰고 있지만, 바보같은 발언이나 행동이 눈에 띄는 남자 고교생. 눈이 좋은데도 안경을 쓰고 있는 이유는 불명이다. 3인방 중 비중이 제일 많은 캐릭터이다.
(만화책)제15화에서 "타바타(田畑) 히데노리"라고 자칭하고 있지만, 라디오 프로그램의 개성으로 장난쳐 놀고 있을 때의 발언이므로, 본명인지 아닌지는 불명이다.
유우스케라고 하는 이름의 형이 있다. 단 것에 약하고, 운세는 믿지 않는다. 요시타케와 같이 처녀자리. 반사 신경이 매우 좋고, 또 도움닫기 없이 5m의 거리를 뛰어 이동할 수도 있다. 단지 본인이 말하기를 운동은 골칫거리이다.
게임센터의 크레인 게임을 좋아하는 것 같지만, 결코 이익이라고 하는 것은 아니고, 자주 실패하고는 돈을 낭비하고 있다. 그러나 본인이 말하기를 경품엔 흥미 없는 것인 모양이고, 크레인 게임의 물건이나, 경품을 손에 넣었다고 하는 달성감을 좋아할 뿐이다. 그러나 경품을 손에 넣을 수 없어 분한듯이 하거나 손에 든 경품을 소중히 안아 가지고 돌아가거나 하는 등, 경품에도 집착이 있다고 생각되는 묘사가 있다. 만화를 좋아하고, 스스로도 이따금 창작을 하고는 요시타케에 보여주고 있지만 기술이 부족한 것 같아서, 그 평가는 좋지 않다. 만화같은 시추에이션을 동경하고 있다.장래는 해외에 나오고 사람의 도움이 되는 것이 하고 싶다고 말하고 있다.타다쿠니와 함께 수예부의 입부 희망자의 면접을 하고 있는 장면이 있지만, 수예부 소속인지 어떤지 확실하지 않고, 활동하고 있듯이도 안 보인다. 초등 학생의 무렵은 심한 괴롭힘을 당한 사람으로, 〈러버 슈터〉라는 이름 난 영웅이 도울 수 있었던 적이 있어, 오랜 세월 존경하고 있었지만, 어느 사건으로부터 그 생각을 버리고 있다. 요시타케, 타다쿠니와 중학교 때부터의 친구이다.
분위기나 상대의 기분을 잘 파악하지만 그 장단이나 방법도 기본적으로 이상한 것이 캐릭터의 특징 중 하나다. 이상한 일을 성실한 얼굴로 말하거나 시시한 것에 진지하게 고민하거나 이상한 일을 돌발적으로 실시하는 등, 작중에서는 바보같은 행동이나 발언을 반복하는 보케 캐릭터 역할을 하고 있다. 요시타케와는 사소한 일로 싸우는 경우가 많지만, 한편 그만큼 사이가 좋으며 작중에서 함께 있을 때가 잦다.
요시타케, 모토하루 등의 주변 친구들은 「볼 때마다 다른 여자 아이와 함께 있다"는 이유로 히데노리에게 여자친구가 있다고 생각한다. 그러나 본인은 여자친구는 전혀 없다고 말하고 있다.
이 작품의 주인공은 타다쿠니로 설정되어 있지만, 등장인물 중에서는 히데노리의 등장이 특히 많고 히데노리만의 에피소드도 많은 등, 히데노리를 중심으로 이야기가 움직이는 것이 많기 때문에 사실상 주인공의 위치에 있다고 할 수 있다. 또 TV 애니메이션의 캐스트의 차례에서는 도중부터 최종회까지에 걸쳐 그가 선두가 되어 있다. 주연 3인조의 리더격이며, 3인조가 바보같은 일을 할 때는 기본적으로 그가 발단이며, 이야기의 전개상 주로 그가 진행역을 맡는다.
요시타케
성우 - 스즈무라 켄이치
금발머리를 가지고 있으며 누나가 있다. 참고로 본래 금발은 아니고 고등학교 입학 후 염색을 했다. 처녀자리. 성씨는 다나카(田中)로 추정된다. 유두에 털이 나 있는 것이 고민이라고 했으나 거짓말이었던 것으로 보인다. 탄산음료를 마실 수 없고, 휴대폰을 휴대하고 있지 않다. 무언가에 붙여 슈르(초현실주의)라고 말하곤 한다. 과한 리액션을 하는 것이 특징인 캐릭터이다. 아르바이트를 하고 있는 것 같지만 무슨 아르바이트를 하고 있을까는 불명. 주로 히데노리에 대해, 여러 가지 도움을 받아, 생일 선물을 주는, 히데노리가 학교를 쉬어서 노트 사본을 준비 해 주는 등 여러 가지가 있다. 그러나 그것이 악필이라고, 친구의 어리석은 짓에 올라타 버리기도 한다. 그러나 이따금 장단이 나쁘거나, 귀찮다고 집이기도 한 등 뜻밖의 일면도 있다.또 자주(잘) 거짓말도 한다.누나에 대해서는 매우 비굴한 태도로 접하고 있고, 노골적인 불쾌한 언동을 하거나 〈자신 이상의 바보〉, 〈최저의 인간〉 등으로 매도하거나 하고 있지만, 그것은 아래에는 아래가 있다고 하는 자기 자신에게의 자신을 위해라면 깐다, 기본적으로 그도 그렇게 수준은 변하지 않는 것 같다. 교우 관계가 넓고, 다양한 친구와 함께 있는 것이 많지만, 그 중에서도 특히 히데노리와 함께 있는 것이 매우 많아, 그와 히데노리를 중심으로 이야기가 움직이는 것이 많다. 초등 학생의 무렵에 자주 대변을 실금 하는 등 한 술 더 떠 시시한 에피소드가 많았지만, 일부 미츠오군의 것과 기억이 혼탁하고 있다. 히데노리와는 중학교 때부터 친구지만 타다쿠니와는 초등학교 이래의 친구로, 러버 슈터의 정체의 1인.
타다쿠니
성우 - 이리노 미유
검정머리로, 여동생 한 명 있지만, 1개월에 한 번 밖에 이야기하지 않을 정도로 사이가 나쁘다고 한다. 작품 내에서는 츳코미 역을 맡고 있지만, 히데노리와 요시타케의 바보같은 행동에 함께 휘말리기도 한다. 동아리에 들어 있지 않다고 하는 대사는 있지만, 히데노리와 함께 수예부 소속이라고 생각되는 묘사도 있다. 피자가게에서 1주일에 2번 야스노리와 아르바이트를 하고 있다. 이야기를 잘 지어내서 듣는 사람들이 쉽게 믿어 버린다. 주인공으로 되어 있지만, 작자로부터 "활용하기 힘들다"고 여겨지고 있어, 등장 횟수가 적은 편이다.
요시타케와는 초등학교 시절부터 친구였다. 성씨는 밝혀지지 않았지만, 요시타케가 "성씨가 비슷하다"고 발언한 적이 있다. 러버 슈터의 정체의 "1인"이었던 일이 밝혀졌다.
미츠오 (군)
성우 - 오카모토 노부히코
갖고 놀기 쉬운 남자 고교생. 반 친구들은 "군"을 붙여 부르며 등장인물 소개에서도 "군"까지 함께 이름으로 표기되고 있다. 운 나쁘게 부모님에게 야한 책이 발각된 것만으로 4시간도 고민하는 등 순진한 성격이다. 만화에선 불행한 일을 자주 겪는다. 강물에 휩쓸려가는 고양이(후에 봉제인형이었음이 드러난다)를 발견하자마자 주저없이 강에 뛰어드는 등 상냥한 면모도 보인다. 또한 정직한 성격의 소유자이지만 눈치가 둔하다.
축구부 소속이었지만 있는 에피소드(직립 부동 슛, 아크릴을 이용한 굴절 킥)로 자신감 상실으로 전향해, 럭비부의 레귤러가 된다. 그러나 2년의 세월을 걸쳐 완성한 "직립 부동 슛"이라는 상식에 벗어난 기술을 공개하거나 매우 준민한 동작을 할 수 있는 것으로 보아 운동신경은 꽤 좋은 모양.
미츠오 또한 러버 슈터의 일원이었음이 밝혀진다.
초등학교 4년생때에 처음 혼자의 힘으로 완성시킨 플라모델이 보물이었지만 깡통차기로 캔 대신에 사용된 결과, 히데노리에게 파괴되었다.
쿠기히코
타다쿠니를 집에 부르거나 타다쿠니와 친구들의 여행에 동행하거나 하는 등, 타다쿠니와 친구들과 사이가 좋은 듯한 급우. 항상 웃는 얼굴인 것이 특징이다.
갈색 머리
성우 - 사쿠라이 토오루
반 친구. 갈색 머리로, 본명은 불명이다. 요시타케나 모토하루의 패와 대화를 하는 장면이 자주 등장한다.
안경
성우 - 카지 유키
반 친구. 흑발이며, 안경을 쓰고 있다. 본명은 밝혀지지 않았으며, 주연 캐릭터들과 이야기를 하고 있는 장면이 자주 등장한다. 유급하고 있다는 사실을 밝히기도 했다.

#### 학생회
타다쿠니의 여동생으로부터 상담받았던 것을 시작되어, 가까운 상담으로부터 학교의 불상사의 전말, 타교의 의뢰까지 구사하는 〈만물장사화〉하고 있다. 더 이상 학생회의 관할 외의 의뢰가 오지 않게 카라사와의 제안으로 유료화했지만, 높은 의뢰 달성율로부터 결국 의뢰가 와 대번성해 버려, 받은 의뢰료를 어떻게 할 것인가하고, 후에 골머리를 썩게 된다.
모토하루
성우 - 나미카와 다이스케
올백의 흑발(피부가 거칠어지면 내린다)으로 “양키 모토하루”로 불리고 있다. 외모 때문인지 양키라고 불리고는 있지만 학생회 임원이며 불량한 듯한 묘사는 특별히 보이지 않는다. 오히려 섬세하거나 소심한 성격이 드러나는 에피소드도 있다. 사람을 돕기만 하려는 카라사와나 부회장에게 쓴말을 하기도 하지만, 성격이 좋기 때문에 결국 함께 도와 버린다. 손에서 레몬 냄새가 난다고 한다.
누나와는 매일 대화하는 만큼 사이가 좋지만, 어릴 때는 과격했던 누나가 모토하루를 괴롭히기도 했고 현재도 누나에게 반항할 배짱은 없다고 한다. 연상의 여자(특히 누나의 친구들)에게 둘러싸여 괴롭힘당하는 것이 골칫거리. 왕지네를 매우 싫어하기 때문에, 확실히 제거하기 위해 그 생태에 관한 상세한 지식을 몸에 익히고 있다. 기억력이 좋다고 생각되는 묘사가 많다. 이마의 여드름을 숨기기 위해 도중부터 올백의 머리카락을 내리게 되었다.
학생회 멤버나 누나뿐만이 아니라, 히데노리이나 요시타케들과도 잘 놀아, 그들과 관련되는 것이 많아, 히데노리, 요시타케에 이어 나오는 횟수도 많다.
카라사와 (카라사와 토시유키)
성우 - 오노 유우키
학생회 임원의 1인으로, 이마의 흉터를 숨기기 위해 항상 모자를 쓰고 있다. 그 밖에도 평상시에는 옷에 숨겨져 안보이지만 몸에 몇몇 상처가 있다. 이 때문인지 "무서운 이야기에 어려움을 느끼지 않는 남자"라고 주변으로부터 평가된다. 상처의 원인은 "여고생은 이상" 부분의 등장인물들로 인한 것이기 때문에 그녀들이 폭주할 때마다 상처를 보이고 죄악감을 소생하게 하고 반성을 재촉한다.
냉정하고 두뇌가 명석하여 임기응변에 뛰어나다. 사람 돕기를 좋아해서 상담을 자주 해주고, 친구들도 카라사와에게 놀이의 감독직을 맡기는 등 주위로부터 두터운 신뢰를 받고 있다. 모자에 가려 표정이 잘 안 보이며 평소엔 무섭게 보이는 표정을 하고 있지만, 감정 표현이 부족한 것은 아니다. 복화술과 고양이 성대모사가 특기이다.
〈여고생은 이상〉 파트에서도 하바라의 이웃 토시유키로서 등장한다. 아크 데몬 시대의 하바라에게 트라우마가 있어 과거가 생각나면 구토를 할 정도이다. 하바라와는 집이 가깝기 때문에 겉으로는 친하게 접하고 있지만, 그녀의 일거수일투족에 대해 과도한 경계심을 가지고 있으며, 하바라의 친구인 야나기나 이쿠시마에게도 적대적인 편이다.
최종화에서 하바라가 계단으로부터 떨어지려던 것을 막으려다 반대로 상처를 입혀버려 그녀와 입장이 역전되어 버렸다.
부회장
성우 - 야스모토 히로키
사나다 북 고교의 학생회 부회장. 얼굴은 무섭지만 신사적이고, 매우 노안이지만 17세의 나이이다. 학생회장과 같이 등장한 외국인틱한 남학생. 예전에는 외모대로 상당히 거칠었던 적이 있었지만, 학생회 회장 덕분에 개과천선하였다. 이 때문에 회장을 아버지와 다름없다고 말할 정도로 존경하고 있다. 말씨는 매우 정중하지만 가끔은 거칠었을 때의 어조가 튀어나오기도 한다.
학생회 임원으로서는 매우 우수하고, 타교로부터 일의 의뢰가 들어올 정도로 평판이 좋다. 우연히 여고생의 팬티를 봐 버렸던 것에 대해 죄악감을 안을 정도로 순진하다.
회장
성우 - 이시다 아키라
사나다 북 고교의 학생회장. 평소에 기운이 넘치며 함부로 말하는 경향이 있다. 싸움에는 약하지만 기는쌔다. 일은 거의 하고 있지 않지만 학생회의 다른 인원들이 우수한 덕분에 학생회는 잘 운영된다. 회장 스스로도 자신이 굳이 학생회에 있을 필요는 없다고 생각한다.
〈링고쨩〉의 대부이며, 일로 관련되는 장면도 많지만, 불필요한 일을 하는 탓으로 자주 제재를 받는다.

#### 교사
교장
성우 - 이시하라 본
사나다북 고등학교의 교장. 취임 3년째여서 학교에 대해 자세히 모르는 모습을 보인다.
담임
성우 - 미츠이시 코토노
2년 A조의 담임의 포니테일의 여성 교사. 담당 교과는 국어. 심플한 롱 스커트를 착용하고 있다. 등교일을 틀려 가르치거나 진로 희망 앙케트를 성실하게 쓰라고 요구하거나 하는 등 덜렁이지만 열정이 많다.

#### 그 외의 학생
가짜로 입부
본명 불명. 히데노리를 선배라고 부르고 있다. 화학부 소속이었지만, 수수한 실험밖에 없는 것 때문에 퇴부했다. 그러나 행선지의 동아리에서 이상한 선배와 말썽을 일으켜, 최종적으로 히데노리에게 설득해져 상처를 이유로 포기하고 있던 축구부 복귀를 결의한다. 왜일까 펀치를 받은 후, 지위에서 추격을 당한다.
화학부 부장
아랫턱이 튀어 나온 남자 고교생. 화학부로서의 뜻이 높고, 아주 성실히 활동하고 있지만, 언동이 파천황. 실험중의 사고에 의해 방을 폭파했기 때문에 화학부는 폐부가 되었다. 영화 연구부 부장이 추구하는 아프게 재채기의 소유자.
〈여고생은 이상〉에도 등장. 한 때 아크데몬 토벌대의 일원으로, 옛날부터 알고 있었던 관계인 야나깅을 히어로라고 부른다. 토벌에 의미가 있었는지 의문을 갖고 있지만, 그 나름대로 하바라의 갱생을 바라고 있었다. 덧붙여서 아랫턱은 일부러 쑥 내밀고 있는 것 같다.
영화 연구부 부장
머리에 수건을 쓴 남자 고교생. 영화 제작자로서의 프로 의식은 높지만, 쓸데없는 강박이 강하다. 주연을 요구해 온 화학부 부장에게 방이 폭파되어 영화 연구부는 폐부가 되었다. 화학부 부장에게 뿌려진 산화철과 알루미늄 분말의 혼합물을, 한번 본 것만으로 알아 맞추었다.
컴퓨터부 부원
선글래스를 쓴 대머리의 남자 고교생. 허세를 부리곤 하지만 부장은 아니다. 어찌된 영문인지, 첫 등장 이후, 상기 2명과 행동을 같이 하게 된다.
가짜 히데노리와 요시타케
성우 - 스기타 토모카즈, 스즈무라 켄이치
히데노리와 요시타케의 닮은 꼴. 교복이 같은 것으로 보아 사나다 북 고교의 학생이다. 얼굴은 전혀 다르지만 뒷모습만으로는 판별이 되지 않기 때문에 타다쿠니가 착각해서 둘을 부르곤 한다. 덧붙여 음담패설이나 이해할 수 없는 이야기를 하고 있다.

### ○×현립 사나다동 여자 고등학교

#### 학생회
사과 양 (링고쨩)
성우 - 유키 아오이
사나다동 여고교의 학생회장. 18세. 본명은 불명이나 사나다 북 고교의 학생들은 볼이 사과 같다고 해서 "사과 양"으로 부른다. 키가 작은 것을 신경쓰고 있다. 고양이를 좋아하고, 탐식이 있어 하교시에 자주 군것질을 한다.
이상한 오기가 있지만 그에 비해 머리의 회전 느리고 분위기를 읽는 것에도 서투르기 때문에 잘 속아넘어간다. 사나다 북고 학생회에서는 "바보 사과"라고 불리고 있다. 합동 문화제 일 때문에 사나다 북 고교를 방문했을 때 예상보다 훨씬 잘 정돈된 학생회의 모습에 열등감을 가지게 되며 이후 일방적으로 대항심을 불태운다. 싸움에 강하고 감정적으로 곧 손이 나오는 성격이다.

### 사나다 중앙 고등학교
키요타카의 발언에 따르면 교칙이 복잡하다고 한다.

#### 학생회
사나다 중앙 고교 학생회장
성우 - 이토 시즈카
검은색의 긴 머리. 사람을 대충 다루는 제멋대로인 성격이다.
중앙 고교 학생회 부회장
성우 - 코니시 카츠유키
흑인과 같은 풍모로 안경을 쓴 장신의 남자 고교생. 제멋대로인 자교의 학생회장에 대해서 불만을 가지고 있지만 거역할 수 없다.

#### 그 외의 학생
타다쿠니의 여동생
성우 - 타카가키 아야히
본명은 불명. 오빠 타다쿠니와는 사이가 나쁘다. 요시타케의 언니로부터 "메쨩"이라는 애칭으로 불리고 있지만, 오빠 타다쿠니의 급우들은 그냥 여동생이라고 부른다. 라크로스를 하고 있다.
자주 오빠를 비롯한 세 사람의 대화를 엿들으며, 그들의 못된 장난에 신경을 많이 쓰고 있어 제재를 자주 가한다. 남자 고교생들을 죄다 쓰러뜨리거나 남자 3사람이 힘을 합해도 끄떡도 않았던 뽑기기계를 간단하게 움직이는 등, 괴력을 발휘하는 묘사가 많다.
오빠의 친구들을 달갑지 않게 여기고 있지만, 히데노리나 요시타케와 함께 바보같은 일을 하거나 도움을 요구하거나 하는 등 오빠의 친구들과 사이가 좋다고 생각되는 묘사가 많다. 또, 굳이 사귄다면 카라사와라고 대답하거나 카라사와에게 상담을 받으며 약한 소리를 하는 등 카라사와에게 우호적인 태도를 보인다.
요시타케의 누나
성우 - 코시미즈 아미
본명은 불명. 요시타케 말하기를 자신 이상의 바보. 남자친구가 없는 것을 매우 신경쓰고 있어 후에 유우스케를 억지로 남자친구로 하려고 한다. 또 모토하루의 누나와도 사이가 좋다. 아무렇지도 않게 거짓말을 할 뿐만 아니라 난폭해서, 요시타케에는 꽤 미움받고 있다. 그러나 요시타케나 히데노리가 준 좋아하는 여성의 특징에 맞아 버렸다. 다소 좋은 일도 한다. 모두로부터 "타나카"로 불리고 있다.
나고씨
성우 - 미나가와 쥰코
타다쿠니가 아르바이트 하고 있는 피자가게에서, 함께 일하고 있는 여고생. 신장 171cm로 강건해 보이는 체형과 외모를 가지고 있지만 안경을 벗어 눈을 힘껏 뜨고 얼굴을 볼록거울에 비추면 미소녀로 보인다. 항상 미간에 주름이 있어 까다로운 성격으로 보이지만 타다쿠니가 상담에 응하는 등 상냥한 모습을 보인다.
야스노리
성우 - 타카나시 겐고
타다쿠니가 아르바이트를 하는 피자가게에서 함께 일하고 있는 남자 고교생으로 타다쿠니와 사이가 좋다. 여자에게 인기가 있다고 한다.
자의식 과잉녀
성우 - 이케자와 하루나
본명 불명. 갈색 머리의 쇼트 컷. 누군가 옆에 앉으면 자신을 좋아하는 것이라고 생각할 정도로 자의식 과잉. 전차 안에서 남자 고교생이 있으면 일부러 거리를 벌려 미움받았다고 생각하게 만드는 악취미를 가지고 있다. 하지만 부끄럼쟁이인 성격이고, 문학 소녀와는 아는 사람. 극중에서 히데노리, 요시타케, 타다쿠니와 따로따로 관련되고 있지만, 매번 중요한 장면에서 떠나게 된다.
키요타카
성우 - 후쿠야마 쥰
히데노리와 친구들의 중학생 시절의 동급생. 안경을 쓰고 있다. 분위기를 잘 못 읽는다.
키요타카의 여동생
시력이 나쁘고, 콘택트 렌즈를 떨어뜨리면, 눈초리가 나빠진다. 히데노리, 요시타케에는, 키요타카의 여자친구라고 생각되고 있었다.

### 사나다 서 고등학교
남자는 가쿠란, 여자는 세라복.
문학 소녀
성우 - 히카사 요코
본명 불명. 흑발 히메컷의 소녀. 황혼의 강변에서 독서를 하고 있던 히데노리에, 자작의 소설에 등장하는 바람꾼의 소년의 이미지를 겹쳐 보게 되면, 이 때문에 히데노리에게는 환상적인 관계를 바라고 있는 듯 하다. 그래서 히데노리와 대화를 시도하는 것은 적고 매회 곤혹에 빠지게 된다. 반대로 히데노리에게는 이상한 사람으로 인식되고 있다.
〈여고생은 이상〉에 등장하는 하바라나 이쿠시마와도 알게 되어 친한 사람에게서는 〈얏 상〉이라고 하는 애칭으로 불리고 있지만, 무엇의 약칭인지는 불명이다.
패닉에 빠지면 거동이 의심스럽게 박차가 걸려, 천재적인 도짓코가 된다. 공상(자작 소설의 세계)에 잠겨 있을 때 그것을 방해하는 언동이 있으면 격노한다.
그녀의 등장 에피소드는 긍정적인 반향이 컸기 때문에 이후 공식 사이트상에서 플래시애니메이션화 된 것 외에도 단행본 제1권의 표지나 캐치 카피에 사용되는 등 부각되기도 한다. 애니메이션화때도 웹 선행 전달의 최초의 에피소드 및 TV방송판 제1화의 라스트 에피소드로서 같은 에피소드가 다루어져 전용의 엔딩 테마도 만들어졌다.
모토하루의 누나
성우 - 하야미즈 리사
친구에게서는 〈미노〉라고 불리고 있지만 이름은 불명. "너, 오늘 뭐 먹고 싶어?"가 말버릇. 어릴 적은 자주 남동생을 괴롭히고 있어 성장한 지금도 일이 있을 때마다 남동생을 갖고 놀고 있다. 모토하루에게는 누나라고 하는 것보다 〈성별 불명의 알 수 없는 동거인〉이라고 인식되고 있다. 기운이 강하고 기본적으로 사람을 바보 취급하는 경우가 많다. 요리 이외엔 누나다운 것을 하고 있지 않지만, 누나 교환 때는 상냥한 누나의 역할을 했다. 부모가 집에 없기에 모토하루에게 늘 요리를 만들어 주지만 실력은 동생보다 떨어지는 것 같다.
구세주
성우 - 후쿠야마 쥰
작가가 말하기를 ‘마침내 등장한 주인공’. 그러나 한 회 밖에 등장하지 않고 있다.
링고쨩에게 비품의 대출을 간절히 부탁하고 있던 북교학생회 임원 3사람을, 여고생에게 관련되고 있는 불량배와 착각 해, 중재에 들어갔다. 아는 사람이라고 알려진다면 부끄러운 생각을 할거같아서, 그를 깊이 생각한 학생회 3사람이 호들갑스럽게 연기를 하는 것도, 이해력이 나쁜 링고쨩의 탓으로 결국 들켜 부끄러운 생각을 했다. 링고쨩, 학생회장과 함께 분위기를 못 읽는 캐릭터로 되어 있다.
타카히로의 친구
성우 - 스와베 준이치
〈여고생은 이상〉의 등장인물인 마츠모토 타카히로의 친구. 대머리이다. 작가에 따르면 본명은 이나바. 타카히로, 문학 소녀와는 반 친구. 타카히로와 함께 여자의 귀여움과 남자의 멋짐에 대해서 매일 토론하고 있다.

#### 그 외의 인물
유우스케
성우 - 사쿠라이 타카히로
히데노리의 형으로, 대학생. 안경을 쓰고 있다. 변태의 아는 사람이 많다. 타다쿠니와 친구들과 사이가 좋고, 타다쿠니의 여동생의 팬티를 훔치거나 함께 이유를 모르는 실내극을 하거나 기본적으로 그들과 그렇게 수준은 다르지 않다.
히데노리의 아버지
성우 - 코야마 리키야
히데노리의 부친. 야구의 볼을 골프 클럽에서 반격하거나 아들인 유우스케, 히데노리를 〈유우스케상〉, 〈안경〉이라고 부르거나 히데노리의 장래희망을 물어 비웃거나 꽤 요령이 없는 인물.
히데노리의 어머니
히데노리의 모친. 에미의 백모(혹은 숙모)에 해당한다. 본편 미등장. 이유는 불명하지만 친가에서는 의절되고 있어 친척 일동의 모임에도 참가하고 있지 않다.그 때문에, 히데노리와 에미는 할머니에게 알림을 받을 때까지 사촌끼리인 것을 몰랐다.
러버 슈터
성우 - 박로미
유년기의 히데노리를 집단 괴롭힘으로부터 구한 소년. 손가락 총으로부터 고무줄을 날리는 공격으로 두려워 하고 있다. 히어로의 가면과 머플러를 감기고 있어 정체는 모른다.언제나 파헬벨의 캐논을 흥얼거리고 있다.
극 중에는, 히데노리가 러버 슈터의 정체가 요시타케를 만났다고 깨닫고 쇼크를 받는 장면이 있지만, 〈여고생은 이상〉에는 같은 모습을 한 인물이 슈이치로 불리고 있는 묘사가 있어, 진상은 불명. 애니메이션판에서는 9화와 최종이야기로 정체가 시사되는 것도, 역시 명시되지 않았다.
최종화에 대하고, 러버 슈터와는 원래는 초등학교의 무렵부터 사이가 좋았던 요시타케와 타다쿠니가 시작한 “가면을 써서 나쁜 놈을 흠씬 패 준다.”라는 그런 놀이였던 것이 밝혀졌다. 복수의 사람(요시타케에 의하면 5사람 이상)으로 교대로 서 있어 요시타케와 그 외의 러버슈터 역할이였던 아이들도 아이들을 도운 일은 정확하게 기억하지 못하기 때문에, 히데노리를 도운 것이 누구였는가는 불명. 덧붙여서 3번째는 실버 데빌의 소녀에 의해서 재기 불능으로 되고 있어 4번째 혹은 5번째는 미츠오군이었다.
에미
성우 - 미즈하시 카오리
히데노리의 사촌. 앞머리를 잘라 가지런히 한 세미 롱으로 피부가 거무스름하다.
첫 대면때는 히데노리를 키요히코와 착각하고, 강으로 차서 떨어뜨렸다. 그 후 히데노리에게 호의가 생겼지만, 고백 직전에 히데노리에 사촌끼리인 것을 전해받고 쇼크를 받은 채로 여름을 끝낸다.
히데김이 말한 거짓말에 의해, 요시타케나 모토하루 등으로부터 히데노리의 여자친구에게 마음대로 설정되었다.
키요히코
성우 - 이구치 유우이치
에미의 소꿉친구. 에미에게는 자주 강에 차여 떨어지는 등, 갖고 놀고 있는 것 같아서, 그 괴로움을 알아 준 히데노리와 우정을 기른다.

#### 여고생은 이상
〈남자 고교생의 일상〉의 단행본 권말에 게재되고 있는 신작 만화. 타이틀 대로, 여고생이 주역의 이야기. 〈남자 고교생의 일상〉이라고 세계관은 공통되고 있어, 카라사와가 조연으로 등장하거나 주요 등장인물들이 〈남자 고교생의 일상〉 본편에도 출연하거나 하고 있다.
야나긴
성우 - 코바야시 유우
중앙 고교생. 본명은 야나기.안경(히데노리와 달라, 실제로 시력이 나쁘다). 화학부 부장에게는 〈히어로〉라고 불리고 있다. 오기가 있는 표면에, 몹시 폭력적. 의미도 없고 남자 고교생을 업신여기고 있지만, 당사자도 별로 변하지 않는다. 하바라와 이쿠시마의 3사람중에서는 구분되는 역할이 되는 것도 많지만, 사이가 좋기 때문에 함께 있는 것은 아닌 모양. 개구리(카에루)가 골칫거리.
남자친구가 많지만, 섬세함이 없는 아래 증거를 잘 사용하기 위해, 일부로부터 평판이 좋지 않다.
초등학교 때는 몸이 크고, 가라테를 배우고 있었다. 가라테는 중학교부터 그만두고 있어, 고교생이 된 현재는 공부가 이익 (나고에게 졌지만 시험 결과에서는 학년 2등 정도).덧붙여 나고와의 승부(공부·가라테·라면을 빨리 먹기· 사우나에 길게 있기 위한 인내력)에서는 나고의 압승이었다. 카라사와의 이마의 상처에 관련되는 사건에 관련되고 있어 그 건에 관한 화제가 되면, 카라사와에 대해서 소극적으로 된다. 그러나, 하바라의 탓으로 이마와 마음에 사라지지 않는 상처를 지게한 카라사와를 위해서, 10사람의 아크데몬 토벌대의 1사람으로서 하바라와 싸운 과거가 있어, 전투 후 집이 가깝다고 하는 이유로부터 하바의 감시를 명령받아 곧 지금까지 이른다. 화학부 부장등, 토벌대의 멤버와의 교류는 계속되고 있어 또 토벌대 동료들로 찍은 당시의 집합 사진을 지금도 가지고 있다.
하바라
성우 - 유카나
단발머리의 여고생. 오빠가 있다. 사나다서 고교에 다니고 있고, 문학 소녀와도 알게 되어. 야나긴이나 이쿠시마와 잘 놀고 있지만, 외관만의 친구인 모양.
등장인물 중에서도 비교적 상식인으로, 비정상인 여자들에게의 츳코미역을 맡는 것이 많다.〈플랫 체스트〉라고 야유되는 만큼 발육이 나쁘기는 하지만, 인간으로부터 동떨어진 신체 능력을 가지고 있어 주위에서 두려워 하고 있다.
어릴 적은 〈아크 데몬〉이라고 두려워 하는 불세출의 악역 무도의 왕따이며, 카라사와의 마음과 이마에 사라지지 않는 상처를 남겼다. 이것에 견딜 수 없게 된 아이들에 의해 토벌대가 조직 되어 10대1 그렇다고 하는 장렬한 싸움의 끝에 비겼다.그 이후는 서서히 흉포성이 없어져서 가서 아크데몬 시대의 일이 화제가 되면 치욕과 죄악감으로 울기 시작해 버리게 되었다. 하지만, 전투에 룰을 이용하는 것을 이해할 수 없다고 한 잔학성을 들여다 보게 하거나 화냈을 때 무표정하고 위협적인 태도를 취하거나 하는 등, 근본은 변함없다.(땅에 있는 짱돌을 드는 등)
아크데몬 시대의 자취로 주위의 남자들에게서는 공포의 대상으로 해 다루어지고 있어 그 때문에 남자친구는 없고, 또 카라사와에게서는 그 일거일동을 전신전령으로 경계되고 있다.
최종화에서 계단으로부터 떨어질 뻔하게 된 카라사와를 도우려고 반대로 자신이 큰 부상을 진 것으로, 카라사와와의 입장은 어느 의미로 대등하게 되었다.
이쿠시마
성우 - 사이토 치와
트윈 테일의 여고생. 다니고 있는 곳은 사나다동 여고교로, 문학 소녀와도 알게 되어 레슬링을 하고 있다. 야나긴과 같이 남자 고교생을 깔보고 있어 허세를 부려 남자에 관해서 아는척을 하기 위해, 반대로 쓰라린 생각을 하기도 한다.
다니고 있는 것이 여고 때문에, 남자와 관련될 기회가 적어 그것을 불만으로 생각하는 묘사가 있다. 동급생으로부터 가짜 러브레터를 계획되었을 때는 진실을 전해들어 더 약속 장소에 남아, 망상에 잠기려고 했다. 카라사와의 이마의 상처에 관련되는 사건에 관련되고 있다.
나고
성우 - 미나가와 쥰코
쿨한 여고생. 안경. 머리에 삼각두건을 쓰고 있다. 타다쿠니가 아르바이트하는 피자집의 아르바이트생. 타다쿠니나 야스노리보다는 한 살 많은 것으로 추정된다. 사나다 중앙 고교생. 모든 분야에서 야나긴을 능가하고 있어, 야나긴으로부터 눈엣가시로 되고 있다. 바로 그 야나긴과 아는 사이가 아니지만, 왜일까 승부를 받아 주고 있다. 나고씨와 공통점이 많지만, 그녀와의 관계는 불명.
야나긴의 선배
성우 - 이토 시즈카
야나긴의 선배. 흑발의 롱 스트레이트. 사나다 중앙 고교생. 매우 언행이 난폭하다. 3사람에게 부탁받아 여고생 힘을 기르게 하려고 하지만, 그 지도는 어딘가 잘못되어 있다. 하바라의 선배와는 견원지간으로 얼굴을 맞댈 때마다 싸움을 한다. 카라사와의 오른 팔의 상처에 관련되고 있던 것 같지만 도와 주었을 때에 한 것으로, 직접 해를 끼치지는 않다고 주장하고 있다.
하바라의 선배
하바라의 선배. 실눈이지만 화내면 크게 뜬다. 사나다 서 고교생. 평상시는 방어자로 언행은 온화하지만, 본성은 야나긴의 선배와 그렇게 다르지 않다. 야나긴의 선배나 이쿠시마의 선배와는 초등학교의 동급생이었다. 이쿠시마의 선배의 급식비를 분실한 사건으로, 야나긴의 선배와 함께 혐의를 걸칠 수 있었지만, 양쪽 모두 용의를 부인. 서로 죄를서로 문질러 성을 내, 이윽고 으르렁거리기까지 되어 간다. 카라사와의 왼쪽 쇄골부의 상처에 관여한 것 같지만 도와 주었을 때에 했던 것으로, 직접 해를 끼치지는 않았다고 주장하고 있다.
이쿠시마의 선배
이쿠시마의 선배.사나다 동 여고생.야나긴의 선배와 하바라의 선배가 견원지간이 된 원흉. 사라진 것이 분명한 급식비는, 집에서 잊어 버린 것이여서, 말하는 타이밍을 잡지 못하고 있었다. 사실을 털어 놓아 2사람을 화해시키지만, 급식비는 이미 개인적으로 사용해 버렸기 때문에, 빈축을 산다.
하바라의 오빠
성우 - 세키 코지
하바라의 오빠. 교복을 빌려쓰게 되거나 여동생의 친구등의 추태를 목격하거나 하는 등, 타다쿠니의 여동생과 같은 직무. 교복으로 봐서, 사나다 북 고교생이라고 생각된다.
마츠모토 타카히로
성우 - 모리쿠보 쇼타로
하바라의 앞 집에 사는 남자 고교생. 사나다 서 고교생으로, 문학 소녀의 반 친구. 아크데몬의 피해자의1인. 본편에도 등장하고 있다. 눈 아래에 어렴풋이 기미와 같은 것이 있어, 언뜻 보면 눈초리가 나쁘지만 상냥한 성격. 친구와 자주 〈귀여운 여자 아이의 정의〉나 〈여자의 언동〉 등에 대해서 논의를 하고 있다.
슈이치
성우 - 박로미
아크데몬 토벌대의 1인. 히데노리의 기억에 있는 러버 슈터와 같은 모습을 하고 있다. 애니메이션에서는 기술도 같았다. 요시타케에 의해서, 러버 슈터가 복수의 초등학생들에 의한 놀이였던 일이 밝혀지고 있기 때문에, 그도 또 러버 슈터의 한 명이었던 가능성을 생각할 수 있다.
아크데몬 토벌대
불세출의 개구쟁이, 아크데몬 하바라의 횡포가 참기 힘들었던 아이들에 의해서, 7개의 초등학교로부터 선택된 최강이라고 생각되는 10사람의 초등 학생들. 10대 1의 장렬한 결투의 끝, 무승부로 아크데몬을 물리쳤다. 수년의 세월이 흐른 지금도, 그들의 교류는 계속되고 있는 것 같다. 멤버는 야나긴, 화학부 부장, 슈이치로 밝혀지고 있다.
실버 데빌의 소녀
〈실버 데빌〉의 이명을 가지는 여고생.안경을 쓴 뿌리 어두운 분위기의 소녀. 단행본5권의 커버뒤에 이명과 서 모습만 그려졌다. 교복으로부터 사나다 동 여고생이라고 생각된다. 실버 데빌이 어떠한 경위로 대한 이명인가는 불명. 본편에는 미등장이지만, 타다쿠니들의 발언으로부터 과거에 3명째의 러버 슈터를 재기 불능으로 하고 있는 것이 분명해졌다. 애니메이션의 최종화에 대하고, 함정 극장판 예고 〈여고생은 이상 아크데몬 VS 실버 데빌〉에 등장해, 아크데몬 하바라의 숙적으로서 런던에 나타났다.
기간테스의 소녀
〈기간테스〉의 이명을 가지는 여고생. 실버 데빌의 소녀 같이, 단행본 5권의 커버뒤에 이명과 모습만 그려졌다.주근깨와 땋아 늘인 머리가 특징으로, 역의 홈에서 애니메이션 잡지와 같은 것을 탐독해는 있다.기간테스에 어떤 유래가 있는지는 불명. 이쪽은 애니메이션에 등장.

#### 아가씨의 일상
〈남자 고교생의 일상〉의 단행본 1권권말에 게재된 만화.
유카나 아가씨
성우 - 요네자와 마도카
〈아가씨의 일상〉에 등장.등교를 귀찮음이는 있다. 앞니가 1본의치(이)가 되어 있다.
나가세, 아사노, 토요카와
성우 - 스즈무라 켄이치(나가세), 스기타 토모카즈(아사노), 이리노 미유(토요카와)
〈아가씨의 일상〉에 등장. 유카나 아가씨의 집사. 섬세함이 없다.

## 미디어

### TV 애니메이션
2012년 1월부터 3월까지 TV 도쿄 등에서 방송 되었다. 본 방송에 앞서 2011년 11월부터 프로모션의 일환으로 에피소드의 일부가 인터넷에서 선행 전달 되었다.

### 영화
2013년 10월 12일부터 도쿄 시네리브르 이케부쿠로 외에서 공개. 주연은 스다 마사키.
캐치프레이즈는, 〈고교생이여, 최강 (바보)일지라도〉.

#### 출연
- 타다쿠니 - 스다 마사키
- 요시타케 - 노무라 슈헤이
- 히데노리 - 요시자와 료
- 링고짱 - 오카모토 안리
- 야나긴 - 야마모토 미즈키
- 카라사와 - 나가노 타이가
- 부회장 - 카쿠 아키히로
- 미츠오군 - 토게이 코시로
- 호소노 - 쿠리하라 류
- 미카 - 우에마 미오
- 쿠시마 - 미우라 토우코
- 하바라 - 야마야 카스미
- 문학 소녀 - 시라토리 쿠미코
- 사타케 - 시무라 레나
- 후루노 - 네기시 미유
- 타다쿠니 여동생 - 타카츠키 사라
- 편의점 직원 - 고이케 유이
- 편의점 직원의 남자친구 - 오쿠노 에이타
- 무라마츠 선생님 - 사토 지로

#### 스태프
- 원작 - 야마우치 야스노부 (간간 코믹스 ONLINE / 스퀘어 에닉스간)
- 감독 - 마츠이 다이고
- 각본 - 코미네 히로유키, 마츠이 다이고
- 촬영 - 시오타니 다니
- 조명 - 마키나에 유치로
- 녹음 - 소리마치 노리히토
- 미술 - 미나토 히로유키
- 편집 - 사가라 나오이치로
- 의상 - 니시토메 유키코
- 헤어 메이크업 - 사카이 무즈키
- 조감독 - 히라바야시 카츠사토루, 이와츠보 리에
- 음악 프로듀서 - 아사다 히데유키
- 음악 - 모리 유타, 마이크로 스튜디오
- 음향 효과 - 마츠우라 다이키 (아르카부스)
- 기술 협력 - 코키 히후미, 도에이 랩・테크, 도에이 디지털실, 도에이 디지털 센터
- 로케 협력 - 필름 커미션 후지, 하리프로 영상 협회, 요코하마 필름 커미션 외
- 기획 - 마츠모토 세이, 우다가와 야스시
- 프로듀서 - 오하타 토시히사, 와카바야시 유스케
- 공동 프로듀서 - 고바야시 히로
- 라인 프로듀서 - 오쿠마 토시유키
- 포스트 프로덕션 프로듀서 - 시노다 가쿠
- 기획 협력 - 스퀘어 에닉스
- 원작 책임자 - 타구치 히로시
- 제작 - 하야쿠타케 코지, 수구 마사히코, 아사다 히데유키, 미야지 타카히사, 스즈키 료마, 후쿠시마 사라이치로, 사타케 카즈미
- 제작 프로덕션 - 더블
- 배급 - 쇼게이트
- 제작 - 영화 〈남자 고교생의 일상〉 제작위원회 (쇼게이트, 포니캐년, 아뮤직 파티, 일본 출판 판매, unBORDE (워너 뮤직 재팬), 메테레, 도브)

#### 주제가
- 〈マジ感謝〉 작사·작곡 - 카와죠 카츠야 / 편곡 - Kon-K·카와죠 카츠야 / 노래 - 팀 샤치호코

#### 수상
- 제6회 TAMA 영화상[3]
  - 최우수 신진 남자배우상 - 스다 마사키 (《그곳에서만 빛난다》, 《양지의 그녀》, 《사채꾼 우시지마 Part2》와 함께 수상)
  - 최우수 신진 신진 남자배우상 - 나가노 타이가 (《호토리 노사쿠코》, 《늑대 인간 게임》, 《MONSTERZ 몬스터즈》, 《내 남자》, 《스위트 풀 사이드》와 함께 수상)